# Acción (derecho romano)
En el derecho romano se entiende por acción la capacidad de amparo jurídico de un ciudadano romano por parte de un Magistrado. 

## Concepto
En las Inst. Iust. 4, 6 pr. se esboza lo que, probablemente, corresponde a la noción posclásica de la misma (D'Ors, 2004: 122): "La acción no es otra cosa que el derecho de perseguir en juicio lo que a uno se le debe". El juicio o procedimiento al que se hace referencia es organizado por el pretor y se divide dos etapas o fases: in iure y apud iudicem. La primera de estas fases tiene lugar ante el pretor y su denominación "in iure" es orientadora acerca de su objetivo principal, esto es, que debe servir para que tenga lugar la discusión propiamente jurídica. A su turno, la fase "apud iudicem" no se realiza ya ante el pretor, sino ante el juez. En esta fase, ya no tiene lugar una discusión jurídica en sentido estricto (p. ej., si el contrato es uno de compraventa o uno de arrendamiento de obra), ya que esto último fue delineado antes, en la fase "in iure", sino que tiene lugar propiamente la prueba de las alegaciones de las partes. Es decir, lo que en definitiva resuelve el juez es si las partes han probado los hechos que han alegado; por tal motivo, a partir de la opinión que el juez se forma de esta cuestión de hecho, dicta su sentencia.
Es conveniente remarcar que el concepto de acción (o sea, su contenido material) varía de conformidad al tipo de procedimiento en que las partes se ven envueltas.
Existen tres grandes procedimientos en la historia del Derecho romano: el procedimiento de las acciones de la ley (legis actiones), el procedimiento formulario (agere per formulam) y el procedimiento cognitorio (cognitio extraordinem). 
De las características de la actividad que asumen tanto las partes -pero también el pretor-, en los dos primeros procedimientos, es posible extraer el concepto de acción que prevalece en cada uno de ellos. En el procedimiento de las acciones de la ley el concepto de actio se identifica con los actos rituales que las partes deben observar. En el procedimiento formulario, actio es el equivalente a lo que hoy identificamos como un acto jurídico procesal. D'Ors (2004:121) define actio como "la actuación enderezada a resolver una controversia mediante una decisión definitiva (iudicatum) fundada en la opinión (sententia) de un juez privado". Debe agregarse, para una exacta comprensión de la noción de actio en el procedimiento formulario, lo que destaca García Garrido (2006: 41), en el sentido de que esta actuación se concreta en la fórmula que se pide al pretor.